# Educación indígena en América Latina
La educación indígena en América Latina es la educación impartida a las comunidades indígenas de América Latina.
Un creciente cuerpo de literatura científica ha descrito formas de aprendizaje indígenas, en diferentes culturas y países. El aprendizaje en comunidades indígenas es un proceso que involucra a todos los miembros de la comunidad.

## Educación indígena en México
La educación indígena en México ha transitado por diferentes etapas, reflejando los cambios en las políticas públicas como la lucha de los pueblos originarios por el reconocimiento de su identidad. Desde el modelo de castellanización impuesto durante la época colonial, cuyo objetivo era homogeneizar culturalmente a la población indígena mediante la imposición del español, hasta el enfoque actual de educación intercultural bilingüe. Este último enfoque busca una educación que fomente el diálogo intercultural, la pertenencia y el fortalecimiento comunitario. Por lo tanto, el territorio se convierte en un eje fundamental no solo como espacio físico, sino como una dimensión cultural, histórica y pedagógica.